# Manso al II-lea de Amalfi
Manso al II-lea supranumit "cel Orb", a fost duce de Amalfi în trei rînduri: de la 1028 la 1029, de la 1034 la 1038 și de la 1043 la 1052.
Manso a fost al doilea fiu al ducelui Sergiu al II-lea cu Maria, sora principelui Pandulf al IV-lea de Capua. Întreaga sa carieră ducală a constat în războaie deschise cu fratele său, Ioan al II-lea, pentru posesia tronului. Chronicon Amalfitanum (datată în cca. 1300) reprezintă o importantă sursă pentru această perioadă.
În 1028, Manso a obținut tronul împreună cu mama sa, într-o vreme în care tatăl său Sergiu și fratele său Ioan se aflau refugiați la Constantinopol. Această situație a fost probabil generată la instigarea unchiului său Pandulf de Capua. În 1029, Ioan a revenit la Amalfi și și-a reafirmat autoritatea în ducat, depunând pe Manso și pe Maria. În aprilie sau mai 1034, Ioan a fost forțat din nou să părăsească Amalfi, fugind la Napoli, iar Manso și Maria au reluat conducerea ducatului cu sprijinul principelui de Capua. Maria a luat titlul de ducissa et patricissa, în vreme ce Manso nu a obținut niciun titlu din Bizanț; ca urmare, în cadrul disputelor din sudul Italiei, ei au urmat politica longobarzilor, iar nu pe cea a grecilor.
În 1038, împăratul Conrad al II-lea l-a depus pe Pandulf de Capua, astfel încât Ioan a putut reveni la Amalfi. Ioan l-a orbit pe fratele său Manso și l-a exilat în insula Sirenuse, cu ajutorul Mariei, pe care a acceptat-o alături la conducere. Această cruzime i-a făcut pe cetățeni să se ridice împotriva lui Ioan și a Mariei și, în aprilie 1039, cei doi au fost alungați, iar duce a devenit principele Guaimar al IV-lea de Salerno. Guaimar l-a numit pe Manso să activeze ca duce din 1040 sau 1043, sub suzeranitatea salernitanilor. La rândul său, Manso și.a botezat fiul cu numele lui Guaimar și l-a numit co-duce în 1047. În 1052, amalfitanii, deși aveau afecțiune pentru Manso, s-au revoltat totuși din cauza taxelor ridicate percepute de cei din Salerno. Astfel, Ioan a putut să revină la putere.
Pe lângă fiul său, Guaimar, Manso a mai avut un fiu cu același nume ca și el, care de asemenea avea un fiu Manso, care se va căsători cu Gaitelgrima, cu care va avea un fiu numit Ioan. De asemenea, Manso ar mai fi avut o fiică, pe care a căsătorit-o cu normandul Rainulf Drengot.